# Remo nos Jogos Olímpicos de Verão de 1976
O remo nos Jogos Olímpicos de Verão de 1976 foi realizado em Montreal, no Canadá, com quatorze eventos disputados sendo oito masculinos e seis femininos. Pela primeira vez provas de remo feminino foram incluídas no programa olímpico.

## Eventos do remo
Masculino: Skiff simples | Skiff duplo | Skiff quádruplo | Dois sem | Dois com | Quatro sem | Quatro com | Oito com

Feminino: Skiff simples | Skiff duplo | Skiff quádruplo com timoneira | Dois sem | Quatro com | Oito com

## Masculino

### Skiff simples masculino
| Pos. | País                     | Atletas             | Tempo   |
| ---- | ------------------------ | ------------------- | ------- |
|      | Finlândia (FIN)          | Pertti Karppinen    | 7:29.03 |
|      | Alemanha Ocidental (FRG) | Peter-Michael Kolbe | 7:31.67 |
|      | Alemanha Oriental (GDR)  | Joachim Dreifke     | 7:38.03 |

### Skiff duplo masculino
| Pos. | País                    | Atletas                           | Tempo   |
| ---- | ----------------------- | --------------------------------- | ------- |
|      | Noruega (NOR)           | Frank Hansen Alf Hansen           | 7:13.20 |
|      | Grã-Bretanha (GBR)      | Chris Baillieu Michael Hart       | 7:15.26 |
|      | Alemanha Oriental (GDR) | Hans-Ulrich Schmied Jürgen Bertov | 7:15.45 |

### Skiff quádruplo masculino
| Pos. | País                    | Atletas                                                                   | Tempo   |
| ---- | ----------------------- | ------------------------------------------------------------------------- | ------- |
|      | Alemanha Oriental (GDR) | Wolfgang Güldenpfennig Rüdiger Reiche Karl Heinz Bussert Michael Wolfgamm | 6:18.65 |
|      | União Soviética (URS)   | Yevgeny Duleev Yuri Yakimov Aivar Lazdenieks Vitautas Butkus              | 6:19.89 |
|      | Checoslováquia (TCH)    | Jaroslav Helebrand Zdenek Pecka Václav Vochoska Vladek Lacina             | 6:21.77 |

### Dois sem masculino
| Pos. | País                     | Atletas                        | Tempo   |
| ---- | ------------------------ | ------------------------------ | ------- |
|      | Alemanha Oriental (GDR)  | Jörg Landvoigt Bernd Landvoigt | 7:23.31 |
|      | Estados Unidos (USA)     | Calvin Coffey Michael Staines  | 7:26.73 |
|      | Alemanha Ocidental (FRG) | Peter Vanroye Thomas Strauss   | 7:30.03 |

### Dois com masculino
| Pos. | País                    | Atletas                                                  | Tempo   |
| ---- | ----------------------- | -------------------------------------------------------- | ------- |
|      | Alemanha Oriental (GDR) | Harald Jährling Friedrich Ulrich Georg Spohr (tim.)      | 7:58.99 |
|      | União Soviética (URS)   | Dmitri Bekhterev Yuri Shurkalov Yuri Lorentson (tim.)    | 8:01.82 |
|      | Checoslováquia (TCH)    | Oldrich Svojanovský Pavel Svojanovský Ludvík Vebr (tim.) | 8:03.28 |

### Quatro sem masculino
| Pos. | País                    | Atletas                                                                  | Tempo   |
| ---- | ----------------------- | ------------------------------------------------------------------------ | ------- |
|      | Alemanha Oriental (GDR) | Siegfried Brietzke Andreas Decker Stefan Semmler Wolfgang Mager          | 6:37.42 |
|      | Noruega (NOR)           | Ole Nafstad Arne Bergodd Finn Tveter Rolf Andreassen                     | 6:41.22 |
|      | União Soviética (URS)   | Raul Arnemann Nikolai Kuznetsov Valeri Dolinin Anushavan Gasan-Dzhalalov | 6:42.52 |

### Quatro com masculino
| Pos. | País                     | Atletas                                                                                      | Tempo   |
| ---- | ------------------------ | -------------------------------------------------------------------------------------------- | ------- |
|      | União Soviética (URS)    | Vladimir Eshinov Nikolai Ivanov Mikhail Kuznetsov Alexandr Klepikov Alexandr Lukianov (tim.) | 6:40.22 |
|      | Alemanha Oriental (GDR)  | Andreas Schulz Rüdiger Kunze Walter Diessner Ullrich Diessner Johannes Thomas (tim.)         | 6:42.70 |
|      | Alemanha Ocidental (FRG) | Johann Färber Ralph Kubail Siegfried Fricke Peter Niehusen Hartmut Wenzel (tim.)             | 6:46.96 |

### Oito com masculino
| Pos. | País                    | Atletas | Tempo   |
| ---- | ----------------------- | --- | ------- |
|      | Alemanha Oriental (GDR) | Bernd Baumgart Gottfried Döhn Werner Klatt Hans Joachim Lück Dieter Wendisch Roland Kostulski Ulrich Karnatz Karl Heins Prudöhl Karl Heinz Danielovski (tim.) | 5:58.29 |
|      | Grã-Bretanha (GBR)      | Richard Lester John Yallop Timothy Crooks Hugh Matheson David Maxwell James Clark Fred Smallbone Leonard Robertson Patrick Sweeney (tim.)                     | 6:00.82 |
|      | Nova Zelândia (NZL)     | Ivan Sutherland Trevor Coker Peter Dignan Lindsay Wilson Athol Earl Dave Rodger Alex McLean Tony Hurt Simon Dickie (tim.)                                     | 6:03.51 |

## Feminino

### Skiff simples feminino
| Pos. | País                    | Atletas              | Tempo   |
| ---- | ----------------------- | -------------------- | ------- |
|      | Alemanha Oriental (GDR) | Christine Scheiblich | 4:05.56 |
|      | Estados Unidos (USA)    | Joan Lind            | 4:06.21 |
|      | União Soviética (URS)   | Elena Antonova       | 4:10.24 |

### Skiff duplo feminino
| Pos. | País                    | Atletas                                 | Tempo   |
| ---- | ----------------------- | --------------------------------------- | ------- |
|      | Bulgária (BUL)          | Svetla Otzetova Zdravka Yordanova       | 3:44.36 |
|      | Alemanha Oriental (GDR) | Sabine Jahn Petra Boesler               | 3:47.89 |
|      | União Soviética (URS)   | Leonora Kaminskaite Genovate Ramoshkene | 3:49.93 |

### Skiff quádruplo com timoneira feminino
| Pos. | País                    | Atletas                                                                                       | Tempo   |
| ---- | ----------------------- | --------------------------------------------------------------------------------------------- | ------- |
|      | Alemanha Oriental (GDR) | Anke Borchman Jutta Lau Viola Poley Roswietha Zobelt Liane Weigelt (tim.)                     | 3:29.99 |
|      | União Soviética (URS)   | Ana Kondrachina Mira Bryunina Larisa Alexandrova Galina Ermolaeva Nadezhda Chernysheva (tim.) | 3:32.49 |
|      | Romênia (ROM)           | Ioana Tudoran Maria Misca Felicia Afrasiloaia Elisabe Lazar Elena Giurca (tim.)               | 3:32.76 |

### Dois sem feminino
| Pos. | País                     | Atletas                                | Tempo   |
| ---- | ------------------------ | -------------------------------------- | ------- |
|      | Bulgária (BUL)           | Silka Kelbetcheva Stoyanka Grouitcheva | 4:01.22 |
|      | Alemanha Oriental (GDR)  | Angelika Noack Sabine Dähne            | 4:01.64 |
|      | Alemanha Ocidental (FRG) | Edith Eckbauer Thea Einöder            | 4:02.35 |

### Quatro com feminino
| Pos. | País                    | Atletas                                                                                      | Tempo   |
| ---- | ----------------------- | -------------------------------------------------------------------------------------------- | ------- |
|      | Alemanha Oriental (GDR) | Karin Metze Bianka Shwede Gabriele Lohs Andrea Kurth Sabine Hess (tim.)                      | 3:45.08 |
|      | Bulgária (BUL)          | Ginka Gurova Liliana Vasseva Reni Yordanova Mariika Modeva Kapka Gueorguieva (tim.)          | 3:48.24 |
|      | União Soviética (URS)   | Nadezhda Sevostoyanova Lyudmila Krokhina Galina Mishenina Anna Pasokha Lidiya Krylova (tim.) | 3:49.38 |

### Oito com feminino
| Pos. | País                    | Atletas | Tempo   |
| ---- | ----------------------- | --- | ------- |
|      | Alemanha Oriental (GDR) | Viola Goretzki Christiane Knetsch Ilona Richter Brigitte Ahrenholz Monika Kallies Henrietta Ebert Helma Lehmann Irina Müller Marina Wilke (tim.)   | 3:33.32 |
|      | União Soviética (URS)   | Lyubov Talalaeva Nadezda Roschina Klavdiya Kozenkova Elena Zubko Olga Kolkova Nelli Tarakanova Nadezhda Rozgon Olga Guzenko Olga Pugovskaya (tim.) | 3:36.17 |
|      | Estados Unidos (USA)    | Jacqueli Zoch Anita Defrantz Carie Graves Marion Greig Anne Warner Peggy McCarthy Caroll Brown Gail Ricketson Lynn Silliman (tim.)                 | 3:38.68 |

## Quadro de medalhas do remo
| Ordem | País                   | Medalha de ouro | Medalha de prata | Medalha de bronze | Total |
| ----- | ---------------------- | --------------- | ---------------- | ----------------- | ----- |
| 1     | GDR Alemanha Oriental  | 9               | 4                | 2                 | 15    |
| 2     | BUL Bulgária           | 2               | 1                | 0                 | 3     |
| 3     | URS União Soviética    | 1               | 4                | 4                 | 9     |
| 4     | NOR Noruega            | 1               | 1                | 0                 | 2     |
| 5     | FIN Finlândia          | 1               | 0                | 0                 | 1     |
| 6     | USA Estados Unidos     | 0               | 2                | 1                 | 3     |
| 7     | GBR Grã-Bretanha       | 0               | 2                | 0                 | 2     |
| 8     | FRG Alemanha Ocidental | 0               | 1                | 3                 | 4     |
| 9     | TCH Checoslováquia     | 0               | 0                | 2                 | 2     |
| 10    | NZL Nova Zelândia      | 0               | 0                | 1                 | 1     |
| 10    | ROM Romênia            | 0               | 0                | 1                 | 1     |